# Piracka płyta
Piracka płyta – album studyjny polskiego zespołu pop-rockowego Kukiz i Piersi. Wydawnictwo ukazało się 4 października 2004 roku nakładem wytwórni muzycznej Pomaton EMI. Okładkę płyty zaprojektował polski malarz Jerzy Duda-Gracz.
Album dotarł do 2. miejsca polskiej listy przebojów OLiS. 23 marca 2005 roku płyta uzyskała certyfikat złotej sprzedając się w nakładzie 35 tys. egzemplarzy.
W 2004 roku album uzyskał nominację do nagrody polskiego przemysłu fonograficznego Fryderyka w kategorii Album roku - rock.

## Lista utworów
Opracowano na podstawie materiału źródłowego.
| 1. „Pieśń o Małyszu, czyli frustracje sprawozdawcy sportowego” - 3:18 2. „Przerywnik” - 1:00 3. „Powróćże komuno Il” - 2:06 4. „Idol” - 2:46 5. „Przerywnik” - 1:26 6. „Virus_sLd” - 1:00 7. „Różowe gadu-gadu” - 4:43 8. „Piosenka z takim tekstem, żeby w radiu puszczali” - 2:22 9. „Ordynacka” - 4:25 10. „Wartości chrześcijańskie” - 1:59 11. „Przerywnik” - 1:14 12. „Bydlęta” - 1:01 13. „Bo to mój kraj” - 3:38 14. „Sejmowe tango” - 2:21 15. „Nie gniewaj się Janek” - 3:36 |  | 1. „Barock” - 2:22 2. „Satany” - 3:20 3. „Partyjo!” - 3:37 4. „Rzucam palenie” - 1:25 5. „W tym kraju wszystko się może zdarzyć” - 2:19 6. „Bolszewicy na mszy” - 2:08 7. „Gdzie mi tam do nich” - 2:35 8. „Ułani” - 2:57 9. „Kurze móżdżki” - 2:34 10. „Suka ciemna” - 3:16 11. „Zgubne skutki picia wódki” - 3:52 12. „Idę przez Lwów” - 3:01 13. „Do Warszawy jadą pany” - 1:50 14. „Rodzina słowem silna” - 1:40 15. „Hej panienki posłuchajcie” - 1:59 16. „Nie samym chlebem” - 4:02 |

## Wykonawcy
Opracowano na podstawie materiału źródłowego.
- Paweł „Giorgio” Kukiz – śpiew
- Marek „Mały” Kryjom - śpiew, instrumenty perkusyjne, harmonijka ustna
- Zbigniew „Dziadek” Moździerski – gitara basowa
- Wojciech „Amores” Cieślak – gitara elektryczna
- Krzysztof „Alladyn” Imiołczyk - instrumenty klawiszowe
- Marcin „Maryan” Papior – perkusja
- Krystian Broniarz – saksofon
- Sebastian Soldrzyński – trąbka